# Elasmus acuminatus
Elasmus acuminatus är en stekelart som beskrevs av Girault 1915. Elasmus acuminatus ingår i släktet Elasmus och familjen finglanssteklar. Inga underarter finns listade i Catalogue of Life.